# Anton Gottlieb Georg Widersprecher
Anton Gottlieb Georg Widersprecher  (* 26. November 1787; † 6. Oktober 1842 in Köln) war ein deutscher Jurist, oldenburgischer Geheimer Hofrat und Mitglied des Konsistoriums.

## Leben
Anton Gottlieb Georg Widersprecher war Sohn des oldenburgischen Kanzleirats Carl Anton Widersprecher (1753–1795). Nach dem frühen Tod des Vaters wuchs er in Varel auf und besuchte später das Gymnasium in Oldenburg (Oldenburg). Er studierte ab 1807 Rechtswissenschaften an den Universitäten in Gießen und ab 1809 in Heidelberg, wo er Mitglied des Corps Hannovera Heidelberg wurde.
Erst im Frühjahr 1812 fand er in den Wirren der Verwaltungsreorganisation der Franzosenzeit eine erste Anstellung bei dem Tribunal erster Instanz in Nienburg/Weser im Departement der Wesermündungen. Mit dem Ende der französischen Besatzung 1813 kehrte er in das Herzogtum Oldenburg zurück und trat in den dortigen Justizdienst ein. Widersprecher wurde 1814 Assessor am Landgericht Neuenburg, welches seinen Sitz im Schloss Neuenburg hatte. 1815 wurde er Konsistorialrat in Oldenburg und 1816 Advokat. 1829 wurde Widersprecher Kanzeleirat, 1840 Geheimer Hofrat des Großherzogtums und Mitglied des Konsistoriums der Evangelisch-Lutherischen Kirche in Oldenburg und des Generaldirektoriums für das Armenwesen.
Er war seit 1816 mit Anna Sophie von Brandt († 1821), Tochter des Reichskammergerichtsprokurators Johann Adolph Georg von Brandt in Wetzlar, verheiratet.